# Ave Maria – En Plein Air
Ave Maria — En Plein Air (с англ. — «Да здравствует Мария — на открытом воздухе») — пятый студийный альбом финской исполнительницы Тарьи Турунен. Первый альбом в стиле классической музыки. Релиз Альбома состоялся 11 сентября 2015 года. Содержит двенадцать версий композиции «Аве Мария».
Этот альбом является вторым классическим альбомом в дискографии классических альбомов, в мире — первым классическим и самым успешным-коммерческим классическим альбомом Тарьи.
«Аве Мария» — это традиционная молитва, обращенная к Деве Марии, матери Иисуса, с просьбой о заступничестве. Она положена на музыку в более 4000-х песнях, причем не во всех случаях сохранялся оригинальный текст.
«Ave Maria — En Plein Air» — это собрание 12 песен «Ave Maria», написанных широким кругом композиторов. Тарья Турунен вдохнула новую жизнь как в хорошо известные, так и в редкие песни авторства Паоло Тости, Дэвида Поппера, Астора Пьяццоллы и, конечно, Иоганна Себастьяна Баха / Шарля Гуно. Завершающий трек альбома написан самой Тарьей.
Альбом был записан в церкви «Lakeuden Risti» в финском городе Сейняйоки. Это белоснежное здание, построенное по проекту знаменитого финского архитектора Алвара Аалто, является объектом национального наследия и важным примером современной финской архитектуры. Лютеранская церковь стала фоном для голоса Тарьи, который звучит в обрамлении органа, виолончели и арфы.
Классическая музыка была первой любовью Тарьи. Она изучала церковную музыку в финской Академии Сибелиуса, а также немецкую песню в Высшей школе музыки Карлсруэ (Германия). В то же время, она является одним из самых важных женских голосов в тяжёлой музыке, сначала как вокалистка популярной симфо-метал-группы Nightwish, а затем как успешная сольная артистка, выпустившая под своим именем уже несколько альбома.

## Список композиций
| №   | Название    | Автор(ы)                          | Длительность |
| --- | ----------- | --------------------------------- | ------------ |
| 1.  | «Ave Maria» | Паоло Тости                       | 3:51         |
| 2.  | «Ave Maria» | Аксель фон Котен                  | 3:00         |
| 3.  | «Ave Maria» | Давид Поппер                      | 3:45         |
| 4.  | «Ave Maria» | Камиль Сен-Санс                   | 4:27         |
| 5.  | «Ave Maria» | Астор Пьяццолла                   | 5:13         |
| 6.  | «Ave Maria» | Иоганн Себастьян Бах / Шарль Гуно | 2:46         |
| 7.  | «Ave Maria» | Пьетро Масканьи                   | 3:29         |
| 8.  | «Ave Maria» | Ференц Фаркаш                     | 2:16         |
| 9.  | «Ave Maria» | Владимир Вавилов                  | 4:12         |
| 10. | «Ave Maria» | Michael Hoppé                     | 3:21         |
| 11. | «Ave Maria» | Шарль-Мари Видор                  | 3:28         |
| 12. | «Ave Maria» | Тарья Турунен                     | 5:11         |

| №   | Название                                   | Автор(ы)    | Длительность |
| --- | ------------------------------------------ | ----------- | ------------ |
| 13. | «Ave Maria Stella (i.e. Ave Maris Stella)» | Эдвард Григ | 2:47         |